# Kokomo
Kokomo är den 13:e största staden i Indiana, och residensstad för Howard County. Kokomos invånarantal var 46 113 vid folkräkningen år 2000. Staden har fått sitt namn efter indianhövdingen Ma-Ko-Ko-Mo.